# Saša Stamenković
Saša Stamenković (* 5. Januar 1985 in Leskovac, SFR Jugoslawien) ist ein serbischer Fußballspieler.
Der Torhüter begann seine Karriere im Alter von 12 Jahren beim Radnički Kragujevac, bei dem er bis 2001 spielte. 2003 erhielt er einen Vertrag beim FK Dubočica, bei dem er bis 2005 in insgesamt 36 Partien im Tor stand. Anschließend wechselte er für ein Jahr zurück in seinen Jugendverein, bevor er zum FK Napredak Kruševac wechselte. Dort stand er bis 2008 insgesamt in 67 Spielen im Tor. 2008 erhielt er einen Vertrag bei FK Roter Stern Belgrad als zweiter Torwart.
2008 wurde er ins Aufgebot für das Serbische Nationalteam bei den Olympischen Sommerspielen 2008 in Peking berufen, kam jedoch dort nicht zum Einsatz.